# Флаг Чаплыгинского района
Флаг Чаплыгинского муниципального района Липецкой области Российской Федерации — опознавательно-правовой знак, служащий официальным символом.
Утверждён 22 декабря 2004 года решением Чаплыгинского районного Совета депутатов №104 и внесён в Государственный геральдический регистр Российской Федерации с присвоением регистрационного номера 1776.

## Описание
Представляет собой прямоугольное, жёлтое полотнище с отношением ширины к длине 2:3, несущее в центре фигуры герба: красную крепость с 5 бастионами; белое пространство внутри крепости имеет изображение 2 скрещённых зелёных яблоневых веток с красными фруктами».

## Обоснование символики
Разработан на основе герба, который отражает историю. В середине XVII века здесь проходило сооружение Белгородской засечной черты, имевшей большое значение для охраны границ Российского государства от вторжения крымских татар. В ходе строительства возникло село Слободское — современный город Чаплыгин. Уже в начале XVIII века Пётр I построил на территории села крепость по голландскому образцу по всем правилам фортификации, что отражено на флаге района. Крепость имела пятиугольную форму, была обнесена валом и рвом, имевшим высоту и глубину 6 м, бастионы снабжены пушками разного калибра. В крепость можно было войти только по подъёмным мостам, установленным на Московских и Воронежских воротах. В феврале 1703 года, во время пребывания в крепости, Пётр I дал ей название Ораниенбург, а пять бастионов назвал пятью органами чувств: «видение, слышание, осязание, обоняние и вкушение». В настоящее время территория крепости является памятником истории и архитектуры федерального значения.
В 1781 году был утверждён герб города Раненбург (прежнее название города Чаплыгина). Символом города стали яблоневые ветки, «коими плодами сей город изобилует». Использование мотива исторического герба подчёркивает связь города и района, а жёлтое полотнище флага указывает на значение района как достойное окружение города. Жёлтое полотнище символизирует власть, славу, стабильность, богатство и великодушие. Также жёлтый цвет (золото) символизирует урожай, подчёркивая традиционно высокое качество сельхозяйственной продукции, выращенной на Чаплыгинской земле. Благоприятные климатические условия, наличие чернозёмов способствуют развитию растениеводства — основы сельскохозяйственного производства.
Белый цвет (серебро) символизирует чистоту, благородство, мир и взаимопонимание.
Красный цвет символизирует тепло, жизненную энергию, силу и мужество.
Зелёный цвет символизирует надежду, природу, сельское хозяйство и здоровье.